# Élections législatives de 1958 dans le Gard
Les élections législatives françaises de 1958 se déroulent les 23 et 30 novembre 1958. Dans le département du Gard, quatre députés sont à élire dans le cadre de quatre circonscriptions. 

## Élus
| Circonscription | Député élu       | Parti | Parti |
| --------------- | ---------------- | ----- | ----- |
| 1re             | Pierre Gamel     |       | UNR   |
| 2e              | Jean Poudevigne  |       | CNIP  |
| 3e              | Édouard Thibault |       | MRP   |
| 4e              | Paul Béchard     |       | SFIO  |

## Système électoral
Pour la première fois depuis 1936, les élections législatives ont lieu au scrutin uninominal majoritaire à deux tours dans des circonscriptions uninominales.
Est élu au premier tour le candidat qui réunit la majorité absolue des suffrages exprimés et un nombre de voix au moins égal au quart (25 %) des électeurs inscrits dans la circonscription. Si aucun des candidats ne satisfait ces conditions, un second tour est organisé entre les candidats ayant réuni un nombre de voix au moins égal à 5 % des suffrages exprimés. Au second tour, le candidat arrivé en tête est déclaré élu.
Le seuil de qualification, basé sur un pourcentage relativement faible des suffrages exprimés, tend à faciliter l'accès au second tour de plus de deux candidats. Les candidats en lice au second tour peuvent ainsi fréquemment être trois, un cas de figure appelé « triangulaire ». Lorsque quatre candidats s'affrontent au second tour, on parle de « quadrangulaire ».

## Résultats

### Résultats à l'échelle du département
| Parti          | Parti                                            | Premier tour | Premier tour | Second tour | Second tour | Sièges |
| Parti          | Parti                                            | Voix         | %            | Voix        | %           | Sièges |
| -------------- | ------------------------------------------------ | ------------ | ------------ | ----------- | ----------- | ------ |
|                | Union pour la nouvelle République                | 26 048       | 14,21        | 43 499      | 23,62       | 1      |
|                | Centre national des indépendants et paysans      | 17 554       | 9,57         | 36 237      | 19,67       | 1      |
|                | Modérés                                          | 13 567       | 7,40         | Retrait     | Retrait     | 0      |
|                | Divers droite (gaulliste)                        | 7 260        | 3,96         | 2 793       | 1,52        | 0      |
|                | Droite parlementaire                             | 64 429       | 35,15        | 82 529      | 44,81       | 2      |
|                |                                                  |              |              |             |             |        |
|                | Parti communiste français                        | 50 811       | 27,71        | 55 974      | 30,39       | 0      |
|                | Section française de l'Internationale ouvrière   | 36 531       | 19,92        | 18 611      | 10,10       | 1      |
|                | Mouvement républicain populaire                  | 15 133       | 8,25         | 27 073      | 14,70       | 1      |
|                | Extrême droite                                   | 4 120        | 2,25         | Retrait     | Retrait     | 0      |
|                | Socialistes indépendants                         | 4 035        | 2,20         | Retrait     | Retrait     | 0      |
|                | Centre républicain                               | 3 819        | 2,08         | Retrait     | Retrait     | 0      |
|                | Parti républicain, radical et radical-socialiste | 3 151        | 1,72         |             |             | 0      |
|                | Union des forces démocratiques                   | 1 317        | 0,72         | 0           |             |        |
|                |                                                  |              |              |             |             |        |
| Inscrits       | Inscrits                                         | 255 197      | 100,00       | 255 214     | 100,00      | 4      |
| Abstentions    | Abstentions                                      | 67 064       | 26,28        | 63 772      | 24,99       |        |
| Votants        | Votants                                          | 188 133      | 73,72        | 191 442     | 75,01       |        |
| Blancs et nuls | Blancs et nuls                                   | 4 787        | 2,54         | 7 255       | 3,79        |        |
| Exprimés       | Exprimés                                         | 183 346      | 97,46        | 184 187     | 96,21       |        |

### Résultats par circonscription

#### Première circonscription (Nîmes)
| Candidat       | Candidat                | Parti                     | Premier tour | Premier tour | Second tour | Second tour |  |
| Candidat       | Candidat                | Parti                     | Voix         | %            | Voix        | %           |  |
| -------------- | ----------------------- | ------------------------- | ------------ | ------------ | ----------- | ----------- |  |
|                | Pierre Gamel élu        | UNR                       | 15 809       | 37,68        | 27 505      | 67,64       |  |
|                | Louis Maurin            | PCF                       | 10 391       | 24,77        | 13 159      | 32,36       |  |
|                | Louis Bieau             | SFIO                      | 5 729        | 13,65        | Retrait     | Retrait     |  |
|                | Henri Michard           | UFF                       | 3 383        | 8,06         | Retrait     | Retrait     |  |
|                | Jean Heyral             | Divers droite (Gaulliste) | 3 233        | 7,71         | Retrait     | Retrait     |  |
|                | François Rebeuf         | Radsoc                    | 2 096        | 5            |             |             |  |
|                | Jacques Compère-Roussey | UFD                       | 1 317        | 3,14         |             |             |  |
|                |                         |                           |              |              |             |             |  |
| Inscrits       | Inscrits                | Inscrits                  | 60 288       | 100,00       | 60 285      | 100,00      |  |
| Abstentions    | Abstentions             | Abstentions               | 17 317       | 28,72        | 17 875      | 29,65       |  |
| Votants        | Votants                 | Votants                   | 42 971       | 71,28        | 42 410      | 70,35       |  |
| Blancs et nuls | Blancs et nuls          | Blancs et nuls            | 1 013        | 2,36         | 1 746       | 4,12        |  |
| Exprimés       | Exprimés                | Exprimés                  | 41 958       | 97,64        | 40 664      | 95,88       |  |

#### Deuxième circonscription (Beaucaire - Bagnols-sur-Cèze)
| Candidat       | Candidat            | Parti          | Premier tour | Premier tour | Second tour | Second tour |  |
| Candidat       | Candidat            | Parti          | Voix         | %            | Voix        | %           |  |
| -------------- | ------------------- | -------------- | ------------ | ------------ | ----------- | ----------- |  |
|                | Jean Poudevigne élu | CNIP           | 17 554       | 30,36        | 36 237      | 62,76       |  |
|                | Gilberte Roca       | PCF            | 14 315       | 24,76        | 21 501      | 37,24       |  |
|                | Robert Gourdon      | SFIO           | 10 356       | 17,91        | Retrait     | Retrait     |  |
|                | Pierre Boulot       | Modérés        | 8 274        | 14,31        | Retrait     | Retrait     |  |
|                | Armand Cavard       | Modérés        | 5 293        | 9,16         | Retrait     | Retrait     |  |
|                | Georges Valantin    | Soc.ind.       | 1 286        | 2,22         |             |             |  |
|                | André Féline        | Extrême droite | 737          | 1,27         |             |             |  |
|                |                     |                |              |              |             |             |  |
| Inscrits       | Inscrits            | Inscrits       | 80 471       | 100,00       | 80 537      | 100,00      |  |
| Abstentions    | Abstentions         | Abstentions    | 21 113       | 26,24        | 20 057      | 24,9        |  |
| Votants        | Votants             | Votants        | 59 358       | 73,76        | 60 480      | 75,1        |  |
| Blancs et nuls | Blancs et nuls      | Blancs et nuls | 1 543        | 2,6          | 2 742       | 4,53        |  |
| Exprimés       | Exprimés            | Exprimés       | 57 815       | 97,4         | 57 738      | 95,47       |  |

#### Troisième circonscription (Alès - Pont-Saint-Esprit)
| Candidat       | Candidat             | Parti                     | Premier tour | Premier tour | Second tour | Second tour |  |
| Candidat       | Candidat             | Parti                     | Voix         | %            | Voix        | %           |  |
| -------------- | -------------------- | ------------------------- | ------------ | ------------ | ----------- | ----------- |  |
|                | Gabriel Roucaute     | PCF                       | 16 962       | 34,2         | 21 314      | 41,65       |  |
|                | Édouard Thibault élu | MRP                       | 15 133       | 30,51        | 27 073      | 52,9        |  |
|                | Jean Blache          | SFIO                      | 9 669        | 19,5         | Retrait     | Retrait     |  |
|                | Pierre Jalu          | Divers droite (Gaulliste) | 4 027        | 8,12         | 2 793       | 5,46        |  |
|                | Marius Bérard        | Soc.ind.                  | 2 749        | 5,54         | Retrait     | Retrait     |  |
|                | Henri Beau           | Radsoc                    | 1 055        | 2,13         |             |             |  |
|                |                      |                           |              |              |             |             |  |
| Inscrits       | Inscrits             | Inscrits                  | 67 019       | 100,00       | 67 001      | 100,00      |  |
| Abstentions    | Abstentions          | Abstentions               | 16 052       | 23,95        | 14 180      | 21,16       |  |
| Votants        | Votants              | Votants                   | 50 967       | 76,05        | 52 821      | 78,84       |  |
| Blancs et nuls | Blancs et nuls       | Blancs et nuls            | 1 372        | 2,69         | 1 641       | 3,11        |  |
| Exprimés       | Exprimés             | Exprimés                  | 49 595       | 97,31        | 51 180      | 96,89       |  |

#### Quatrième circonscription (Alès - Le Vigan)
| Candidat       | Candidat         | Parti          | Premier tour | Premier tour | Second tour | Second tour |  |
| Candidat       | Candidat         | Parti          | Voix         | %            | Voix        | %           |  |
| -------------- | ---------------- | -------------- | ------------ | ------------ | ----------- | ----------- |  |
|                | Paul Béchard élu | SFIO           | 10 777       | 31,72        | 18 611      | 53,78       |  |
|                | Georges Étienne  | UNR            | 10 239       | 30,13        | 15 994      | 46,22       |  |
|                | Marcel Ferrier   | PCF            | 9 143        | 26,91        | Retrait     | Retrait     |  |
|                | Aimé Viala       | CR             | 3 819        | 11,24        | Retrait     | Retrait     |  |
|                |                  |                |              |              |             |             |  |
| Inscrits       | Inscrits         | Inscrits       | 47 419       | 100,00       | 47 391      | 100,00      |  |
| Abstentions    | Abstentions      | Abstentions    | 12 582       | 26,53        | 11 660      | 24,6        |  |
| Votants        | Votants          | Votants        | 34 837       | 73,47        | 35 731      | 75,4        |  |
| Blancs et nuls | Blancs et nuls   | Blancs et nuls | 859          | 2,47         | 1 126       | 3,15        |  |
| Exprimés       | Exprimés         | Exprimés       | 33 978       | 97,53        | 34 605      | 96,85       |  |